# Nebelhexë
Andrea Haugen, também conhecida como Andrea 'Nebel' Haugen ou Nebelhexë, foi uma cantora, escritora, artista visual e modelo. Originalmente da Alemanha, ela morava atualmente na Noruega onde passava a maior parte do tempo.

## História
Andrea Haugen é às vezes referida como uma das personalidades mais intrigantes da subcultura. Foi seu recente amor pelo Gótico britânico, New Wave e música underground que a levou a Londres em 1990, onde ela logo se tornou parte das cenas da subcultura. Sempre procurando, e sempre tendo uma fascinação pelo sobrenatural, os mistérios da vida e uma profunda conexão com animais, ela se conectava com vários círculos de magia/paganismo/bruxaria. Explorando os lados negros da vida, ela se tornou um modelo da cena fetish e conhecida por notórias performances artísticas (como nos shows com Cradle of Filth).
Em 94 ela causou impacto com seu primeiro projeto musical, o obscuro, fantasmagórico Dark Ambient Aghast. Ela era também a mulher por trás das melodias Folk e tribal de Hagalaz'Runedance, um projeto que ela dedicou à espiritualidade pagã do norte da Europa. Hagalaz' Runedance se tornou muito popular e teve sucesso na Alemanha. Desde 2003 ela passou a lançar suas músicas com o seu nome artístico Nebelhexë.
Uma apaixonada escritora desde 1995, seus escritos, declarações e comentário têm se tornado muito conhecidos. Ela ousava dizer contra a cultura patriarcal que demonizou nossa natureza e muitas de suas críticas sociais têm sido impressas em revistas alternativas e também em jornais e revistas maiores da Noruega.
Durante seu período Hagalaz' Runedance Andrea Haugen escreveu o livro 'The Anciente Fires of Midgard' (tradução livre: "Os fogos antigos de Midgard"), discutindo em detalhes suas descobertas nos mitos germânicos. Mas Andrea deixou claro muitas vezes que seu foco nos mitos nórdicos foi só uma fase inicial da sua vida e desde então ela moveu sua vida para um desafio maior, tanto artisticamente quanto espiritualmente. Como ela dizia:) "A vida é para ser vivida! Vida é uma jornada extraordinária sem limites e eu sou fascinada por todos os mistérios da vida e exploro filosofias espirituais pelo mundo. Eu gosto de espiritualidades reais, pessoas reais e resultados reais".
Mesmo que ela exponha seus mais profundos pensamentos pela sua arte, ela manteve sua vida privada para ela mesma. Ela teve uma filha, Alva, com seu ex-marido Tomas Haugen - eles mantiveram uma forte amizade. Andrea Haugen adorava lébrel, cavalos árabes e gatos orientais.
"Eu sou uma pessoa que explora a vida e que fez muitas coisas selvagens em sua vida... Para mim, arte e magia/espiritualidade são conectadas. Eu tento acordar emoções profundas e visões que eu espero mover alguma coisa no indivíduo. O que eu espero é inspirar as pessoas com isso, é o que pensam sobre s mesmas e o valor de sua liberdade. Minha arte é usualmente muito inspirada em imagens dark e decadência surreal, mas não não significa que eu sou uma pessoa triste... ao contrário. Na verdade eu acredito que sou bem charmosa e divertida" (risos)... "para mim, dark significa a intensidade, as emoções mais profundas e um entendimento profundo do lado noturno da vida..."

## Morte
Andrea Haugen foi vítima de um ataque terrorista em Kongsberg, Noruega, em 13 de outubro de 2021. Espen Anderson Braathen, um cidadão dinamarquês de 37 anos, foi preso após atirar flechas em compradores de um supermercado e continuar atirando nas ruas de um bairro próximo, conforme relatado pela Associated Press (via Loudwire). No total, cinco pessoas morreram e outras três ficaram feridas no ataque. Entre as vítimas estava Andrea, que era a ex-esposa do guitarrista do Emperor, Tomas ‘Samoth’ Haugen, com que teve uma filha chamada Alva.

## Discografia

### Como Nebelhexë
- Dead Waters (CD, em breve)
- Don't Kill The Animals (Cover,com Faith and The Muse , em breve)
- Digital Sleep (Video, em breve)
- Essensual (CD, 2006)
- Laguz, Within The Lake (CD, 2004)

### Como Hagalaz' Runedance
- Frigga’s Web (CD/LP, 2002)
- Volven (CD/LP/Picture disc, 2000)
- Urd - That Which Was (MCD/Picture disc, 1999)
- The Winds That Sang of Midgard’s Fate (CD, 1998)

### Como Aghast
- Hexerei Im Zwielicht Der Finsternis (CD/PD, 1994)

### Videos
- Underworld (Nebelhexë, 2006)
- Wake To Wither (Nebelhexë, 2003)
- Torture is no Culture (Shortfilm, 2007)

### Como convidada
- The Principle of Evil Made Flesh, Cradle Of Filth (1993)
- Nemesis Divina, Satyricon (1996)